# فرانز ويمر
فرانز ويمر (بالألمانية: Franz Wimmer)‏ هو دراج نمساوي، ولد في 25 أغسطس 1932 في فيينا في النمسا.

## وصلات خارجية
- فرانز ويمر على موقع أرشيف الدراجات (الإنجليزية)
- فرانز ويمر على موقع إحصائيات الدراجات الإحترافية (الإنجليزية)
- فرانز ويمر على موقع أوليمبيديا (الإنجليزية)